# Lassaad Chabbi
Lassaad Chabbi (arabe : لسعد جردة), né le 23 août 1961 à Tunis, est un footballeur tuniso-autrichien reconverti en entraîneur. Depuis le 5 février 2025, il est l'entraîneur du Raja Club Athletic.
Il se fait connaître à la suite de son premier passage avec l'Union sportive monastirienne et après avoir remporté en l'espace de sept mois la coupe de la confédération 2021 et la coupe arabe des clubs champions 2019-2020 avec le Raja Club Athletic.

## Biographie
Lassaad Chabbi lance sa carrière en Autriche, après avoir reçu un diplôme d'entraîneur dans ce pays.

### Union sportive monastirienne (2019-2021)
En 2019, Chabbi effectue un retour dans son pays natal, la Tunisie, pour entraîner l'Union sportive monastirienne. En 2020, il remporte la coupe de Tunisie avec cette équipe, en battant l'Espérance sportive de Tunis sur le score de 2-0, permettant à son équipe de la remporter pour la première fois de son histoire.

### Raja Club Athletic (2021)
Le 13 avril 2021, Lassaad Chabbi prend les rênes du Raja Club Athletic, en paraphant un contrat renouvelable et valable jusqu'à la fin de la saison. Il succède à Jamal Sellami, qui a démissionné quelques jours auparavant. Il devient alors le second entraîneur tunisien de l'histoire du club après Faouzi Benzarti.
Le 16 avril, il dispute son premier match avec l'équipe, à l'occasion de la 12e journée du championnat face au Moghreb de Tétouan, durant lequel le Raja s'impose sur le score de 3-2. Quatre jours plus tard, il enchaîne avec une autre victoire en Tanzanie contre le Namungo FC en coupe de la confédération (0-3).
Le 9 novembre, le Raja CA remercie Lassaad Chabbi après un nul (1-1) au terme du 131e Derby de Casablanca. En sept mois, Chabbi a remporté avec le club la coupe de la confédération 2021 et la coupe arabe des clubs champions 2019-2020.

### Étoile sportive du Sahel (2022)
Le 8 mars 2022, l'Étoile sportive du Sahel officialise l'arrivée de Lassaad Chabbi qui succède à Roger Lemerre.
Le 19 mars, l'équipe se fait éliminer des phases de groupes de la Ligue des champions en s'inclinant contre le Chabab Riadhi Belouizdad avec un score de (2-0). Le 7 mai, le club et Lassad Chabbi officialisent leur séparation à la suite de la défaite contre l'Union sportive monastirienne (2-4) à domicile.

## Palmarès
Union sportive monastirienne (1)
- Coupe de Tunisie : 2020.

 Raja Club Athletic (2)
- Coupe de la confédération : 2021.
- Coupe arabe des clubs champions : 2020.

## Vie privée
Lassaad Chabbi est père de deux joueurs de football professionnels nés en Autriche, dont Seifeddine (en).